# Lillpernåviken

Lillpernåviken (finska: Pieni Pernajanlahti) är en vik i Borgå, Östra Nyland, Södra Finlands län.
Lillpernåviken är rik på fåglar och ingår i Natura 2000.